# العلاقات اليونانية الغيانية
العلاقات اليونانية الغيانية هي العلاقات الثنائية التي تجمع بين اليونان وغيانا.

## مقارنة بين البلدين
هذه مقارنة عامة ومرجعية للدولتين:
| وجه المقارنة                                              | اليونان                                                                             | غيانا        |
| --------------------------------------------------------- | ----------------------------------------------------------------------------------- | ------------ |
| المساحة (كم2)                                             | 131.96 ألف                                                                          | 214.97 ألف   |
| عدد السكان (نسمة)                                         | 10.76 مليون                                                                         | 777.86 ألف   |
| الكثافة السكانية (ن./كم²)                                 | 81.54                                                                               | 3.62         |
| العاصمة                                                   | أثينا، نافبليو                                                                      | جورج تاون    |
| اللغة الرسمية                                             | لغة يونانية، اليونانية الديموطيقية ‏                                                 | لغة إنجليزية |
| العملة                                                    | يورو، دراخما، فينيكس يوناني ‏                                                        | دولار غياني  |
| الناتج المحلي الإجمالي (بليون دولار)                      | 200.29 مليار                                                                        | 3.68 مليار   |
| الناتج المحلي الإجمالي (تعادل القوة الشرائية) بليون دولار | 285.45 مليار                                                                        | 5.77 مليار   |
| الناتج المحلي الإجمالي الاسمي للفرد دولار أمريكي          | 18.00 ألف                                                                           | 4.13 ألف     |
| الناتج المحلي الإجمالي للفرد دولار أمريكي                 | 26.85 ألف                                                                           |              |
| مؤشر التنمية البشرية                                      | 0.865                                                                               |              |
| رمز المكالمات الدولي                                      | +30                                                                                 | +592         |
| رمز الإنترنت                                              | .gr                                                                                 | .gy          |
| المنطقة الزمنية                                           | توقيت شرق أوروبا، ت ع م+02:00، ت ع م+03:00، توقيت شرق أوروبا الصيفي ‏، أوروبا/أثينا ‏ | 00           |

## منظمات دولية مشتركة
يشترك البلدان في عضوية مجموعة من المنظمات الدولية، منها:
| علم المنظمة | اسم المنظمة                               | تاريخ انضمام اليونان | تاريخ انضمام غيانا |
| ----------- | ----------------------------------------- | -------------------- | ------------------ |
|             | مؤسسة التنمية الدولية                     | 9 يناير 1962         | 4 يناير 1967       |
|             | يونسكو                                    | 4 نوفمبر 1946        | 21 مارس 1967       |
|             | وكالة ضمان الاستثمار متعدد الأطراف        | 30 أغسطس 1993        | 18 يناير 1989      |
|             | الأمم المتحدة                             | 25 أكتوبر 1945       | 20 سبتمبر 1966     |
|             | الاتحاد البريدي العالمي                   | ?                    | ?                  |
|             | البنك الدولي للإنشاء والتعمير             | 27 ديسمبر 1945       | 26 سبتمبر 1966     |
|             | الاتحاد الدولي للاتصالات                  | 1866                 | 8 مارس 1967        |
|             | منظمة حظر الأسلحة الكيميائية              | ?                    | ?                  |
|             | مؤسسة التمويل الدولية                     | 26 سبتمبر 1957       | 4 يناير 1967       |
|             | المركز الدولي لتسوية المنازعات الاستشارية | 21 مايو 1969         | 10 أغسطس 1969      |
|             | منظمة التجارة العالمية                    | 1995                 | ?                  |
|             | منظمة الشرطة الجنائية الدولية             | ?                    | ?                  |

## وصلات خارجية
- موقع وزارة الخارجية اليونانية
- موقع وزارة الخارجية الغيانية